# Movement for the Emancipation of the Niger Delta
De Movement for the Emancipation of the Niger Delta (MEND) (Nederlands: "Beweging voor de Emancipatie van de Nigerdelta") is een bewapende Nigeriaanse beweging die zegt te strijden tegen de uitbuiting en onderdrukking van de inheemse volken in de Nigerdelta en de aantasting van het milieu in hun leefgebied door buitenlandse multinationale ondernemingen, die betrokken zijn bij de oliewinning in de Nigerdelta.
Ze kwamen in januari 2006 in het nieuws door ontvoeringen van en moorden op buitenlandse werknemers van oliemaatschappijen in Nigeria. Ze hebben gedreigd met meer aanslagen op installaties en tankwagens van Shell als hun eisen (de vrijlating van Ijaw stamleden en het zelfbestuur) niet ingewilligd worden.
In april liet de MEND een bom ontploffen nabij een olieraffinaderij. De MEND verklaarde dat het een waarschuwing was tegen Chinese expansie in het gebied. De MEND verklaarde: We wish to warn the Chinese government and its oil companies to steer well clear of the Niger Delta. The Chinese government by investing in stolen crude places its citizens in our line of fire..